# Survivor Series (2013)
Cet article concerne l'édition 2013 du pay-per-view Survivor Series. Pour toutes les autres éditions, voir Survivor Series.
 (novembre 2013).
Si vous disposez d'ouvrages ou d'articles de référence ou si vous connaissez des sites web de qualité traitant du thème abordé ici, merci de compléter l'article en donnant les références utiles à sa vérifiabilité et en les liant à la section « Notes et références ».
L’édition 2013 des Survivor Series est une manifestation de catch (lutte professionnelle) télédiffusée et visible uniquement en paiement à la séance ainsi que gratuitement sur la chaîne de télévision française AB1. L'événement, produit par la WWE, a eu lieu le 24 novembre 2013 dans la salle omnisports du TD Garden à Boston, dans le Massachusetts. Il s'agit de la vingt-septième édition des Survivor Series qui fait partie avec le Royal Rumble, SummerSlam et WrestleMania du « The Big Four » à savoir « les Quatre Grands » pay-per-view originaux de la fédération. The Wyatt Family est la vedette de l'affiche officielle (promotionnelle),,.

## Contexte
Les spectacles de la WWE en paiement à la séance sont constitués de matchs aux résultats prédéterminés par les scénaristes de la WWE. Ces rencontres sont justifiées par des storylines — une rivalité avec un catcheur, la plupart du temps — ou par des qualifications survenues dans les émissions de la WWE telles que Raw, SmackDown, Superstars et Main Event. Tous les catcheurs possèdent une gimmick, c'est-à-dire qu'ils incarnent un personnage gentil ou méchant, qui évolue au fil des rencontres. Un pay-per-view comme Surviror Series est donc un événement tournant pour les différentes storylines en cours.

### Big Show contre Randy Orton

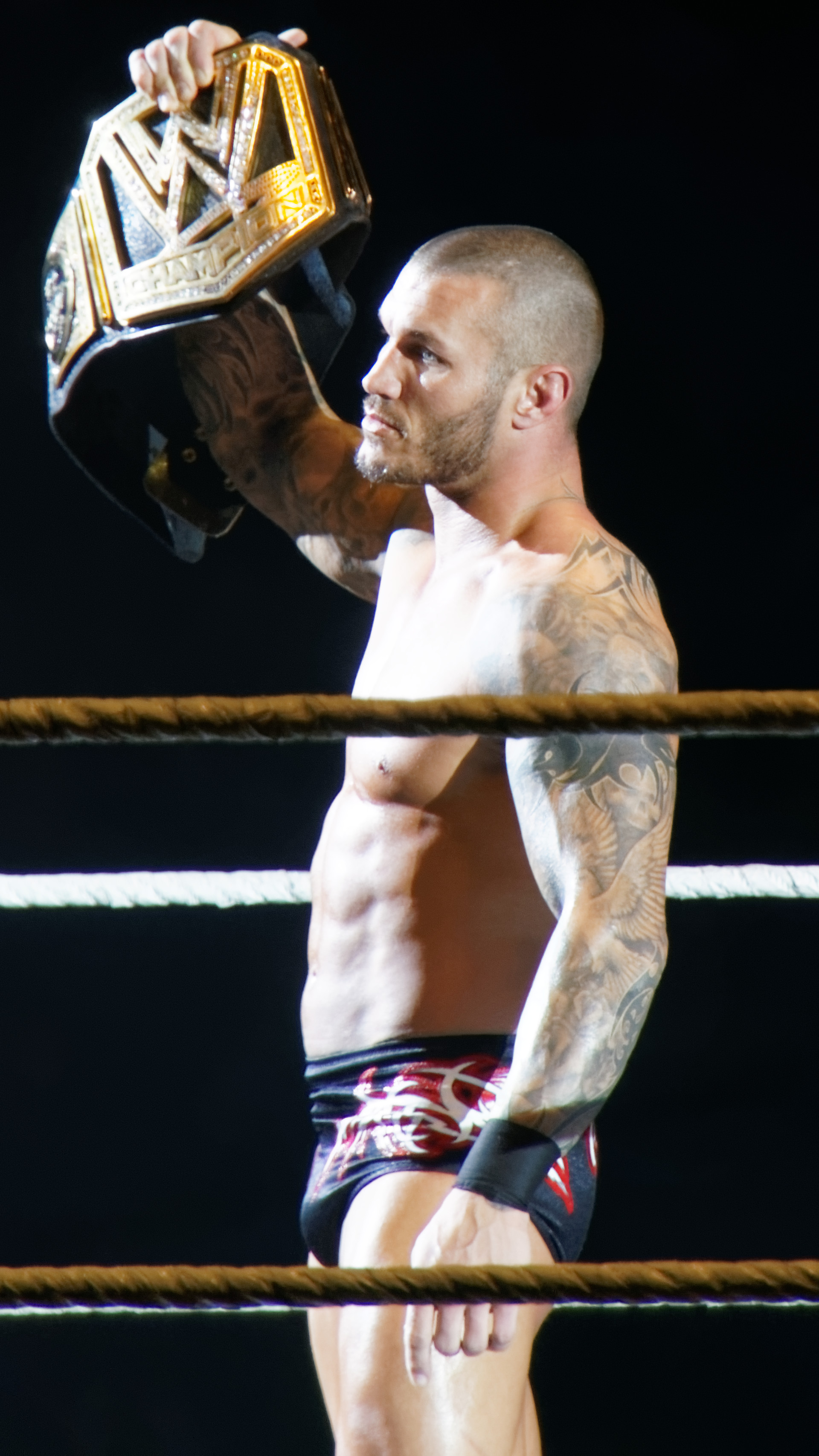
Randy Orton défendra son titre de Champion de la WWE face au Big Show

Depuis son retour d'une blessure à la mi-août, le Big Show tente de s'ériger contre le régime totalitaire de Triple H et Stephanie McMahon et leurs mauvais traitement sur plusieurs superstars, en particulier Daniel Bryan.
Durant le mois de septembre, il est continuellement humilié par le pouvoir en place qui l'utilise pour assommer plusieurs autres Superstars rebelles, tout en le menaçant de le congédier s'il n'obtempère pas. À Battleground le 6 octobre, Big Show intervient lors du match pour le Championnat de la WWE vacant entre Randy Orton et Daniel Bryan, en mettant K.O les deux catcheurs. À la suite de ces actions, le lendemain à Raw, il est viré de la WWE par Stéphanie (kayfabe), mais revient à la fin du show pour assommer Triple H.
Dès lors le Big Show continue à apparaître illégalement au cours des shows suivants pour aider Daniel Bryan, assommer le General Manager de Raw Brad Maddox, et coûter le Championnat par équipe de la WWE de Seth Rollins et Roman Reigns en faveur de Cody Rhodes et Goldust.
Lors du Raw du 21 octobre, il annonce qu'il dépose une plainte contre la WWE pour résiliation abusive de son contrat et harcèlement moral (kayfabe).
Deux semaines plus tard il accepte une négociation avec Triple H et Stephanie, promettant d'abandonner les poursuites s'il est réembauché à la WWE et s'il obtient un match face à Randy Orton pour le Championnat de la WWE lors des Survivor Series. Triple H accepte à contrecœur, rendant le match officiel.

### John Cena contre Alberto Del Rio

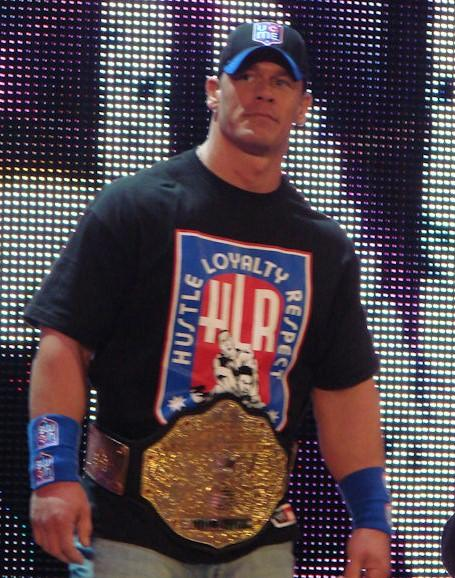
John Cena défendra son titre de World Heavyweight Champion face à Alberto Del Rio

Lors de Hell in a Cell (2013) John Cena bat Alberto Del Rio pour le World Heavyweight Championship. Sur le site internet de la fédération, il est annoncé que John Cena affrontera Alberto Del Rio pour le World Heavyweight Championship dans un match revanche de Hell in a Cell (2013).

### CM Punk et Daniel Bryan contre Erick Rowan et Luke Harper
Depuis leurs débuts en juillet la Wyatt Family, un clan énigmatique composé de Luke Harper et Erick Rowan, dirigé par leur frère Bray Wyatt, s'attaque à plusieurs Superstars, dont Kane, Kofi Kingston et The Miz. Au cours du Raw du 28 octobre la Wyatt Family attaque Daniel Bryan dans les coulisses et l’envoie à l'hôpital. Plus tard lors du même show, CM Punk est également attaqué mais dans le ring.
Au cours des semaines suivantes à Raw et à SmackDown, Punk et Bryan s'entraident lors de diverses altercations avec la Wyatt Family. De fait il a été officiellement annoncé le 12 novembre sur WWE.com, que Punk et Bryan affronteront Harper et Rowan dans un match par équipes à Survivor Series.

### Big E Langston contre Curtis Axel
Lors du Raw du 18 novembre Big E Langston bat Curtis Axel pour l'Intercontinental Championship. Lors du Smackdown du 22 novembre, accompagné de Dolph Ziggler ils battent Damien Sandow et Curtis Axel. La WWE annonce qu'il défendra son titre face à l'ex champion Curtis Axel lors des Survivor Series.

### Team Total Divas contre Team AJ
Depuis la fin du mois d’août ,la championne des Divas AJ Lee critique l'émission de télé réalité de la  WWE  Total Divas , ainsi que les divas y participant. Ces dernières  ont essayé de gagner le titre des Divas mais ont échoué. Lors du RAW du 18 novembre la WWE annonce qu'un match traditionnel des Survivor Series à sept contre sept aura lieu. La team Total Divas est composée de toutes les Divas de l'émission (Natalya, The Bella Twins (Brie et Nikki), The Funkadactyls (Naomi et Cameron), JoJo et Eva Marie). La team AJ sera composée d'elle-même, Tamina Snuka, Kaitlyn, Alicia Fox, Aksana, Rosa Mendes et Summer Rae.

### Les frères Rhodes, Rey Mysterio et The Usos contre The Shield et The Real Americans
Depuis plusieurs mois les frères Rhodes (Cody Rhodes et Goldust) ainsi que The Usos (Jimmy et Jey) rivalisent contre The Shield (Dean Ambrose, Seth Rollins et Roman Reigns). Lors du RAW du 28 octobre, The Real Americans (Antonio Cesaro et Jack Swagger) battent les frères Rhodes. Lors du main event du RAW du 18 novembre, Rey Mysterio fait son retour et attaque notamment The Shield et The Real Americans. Après le show, la WWE annonce sur son site que un Survivor series match à 5 contre 5 aura lieu entre l'équipe Rhodes, les Usos et Rey Mysterio contre l'équipe Shield et The Real Americans.

### Tableau des matchs du PPV
| #                                                                   | Match | Stipulation                                                                   | Durée |
| ------------------------------------------------------------------- | --- | ----------------------------------------------------------------------------- | ----- |
| Kickoff                                                             | The Miz bat Kofi Kingston | Match simple                                                                  | 8:39  |
| 1                                                                   | The Shield (Dean Ambrose, Seth Rollins et Roman Reigns) et The Real Americans (Antonio Cesaro et Jack Swagger) battent Cody Rhodes, Goldust, The Usos (Jimmy et Jey) et Rey Mysterio  | Match par équipe traditionnel des Survivor Series à 5 contre 5 en élimination | 23:23 |
| 2                                                                   | Big E Langston (c) bat Curtis Axel | Match simple pour le Intercontinental Championship                            | 7:02  |
| 3                                                                   | Natalya, The Bella Twins (Brie et Nikki), The Funkadactyls (Naomi et Cameron), JoJo et Eva Marie battent AJ Lee, Tamina Snuka, Kaitlyn, Alicia Fox, Aksana, Rosa Mendes et Summer Rae | Match par équipe traditionnel des Survivor Series à 7 contre 7 en élimination | 11:29 |
| 4                                                                   | Mark Henry bat Ryback | Match simple                                                                  | 4:46  |
| 5                                                                   | John Cena (c) bat Alberto Del Rio | Match simple pour le World Heavyweight Championship                           | 18:49 |
| 6                                                                   | CM Punk et Daniel Bryan battent Luke Harper et Erick Rowan | Match par équipes                                                             | 16:51 |
| 7                                                                   | Randy Orton (c) bat Big Show | Match simple pour le WWE Championship                                         | 11:10 |
| (c) – désigne le(s) champion(s) défendant leur titre dans le match. | |                                                                               |       |

## Élimination

### Team Shield contre Team Mysterio
| Élimination | Catcheur                   | Team                       | Éliminé par                | Manière                                                                              | Temps                      |
| ----------- | -------------------------- | -------------------------- | -------------------------- | ------------------------------------------------------------------------------------ | -------------------------- |
| 1           | Dean Ambrose               | Team Shield                | Cody Rhodes                | Tombé après un Roll Up                                                               | 2:13                       |
| 2           | Jack Swagger               | Team Shield                | Jey Uso                    | Tombé après un 619 de Rey Mysterio, un Superkick de Jimmy Usos et un Superfly Splash | 8:13                       |
| 3           | Antonio Cesaro             | Team Shield                | Cody Rhodes                | Tombé après un Sunset Flip                                                           | 9:58                       |
| 4           | Jimmy Uso                  | Team Mysterio              | Roman Reigns               | Tombé après un Spear                                                                 | 14:33                      |
| 5           | Cody Rhodes                | Team Mysterio              | Roman Reigns               | Tombé après un Spear                                                                 | 15:43                      |
| 6           | Jey Uso                    | Team Mysterio              | Seth Rollins               | Tombé après un Blackout                                                              | 16:47                      |
| 7           | Seth Rollins               | Team Shield                | Rey Mysterio               | Tombé après un Rana Pin                                                              | 19:43                      |
| 8           | Goldust                    | Team Mysterio              | Roman Reigns               | Tombé après un Spear                                                                 | 22:58                      |
| 9           | Rey Mysterio               | Team Mysterio              | Roman Reigns               | Tombé après un Spear                                                                 | 23:23                      |
| Survivant : | Roman Reigns (Team Shield) | Roman Reigns (Team Shield) | Roman Reigns (Team Shield) | Roman Reigns (Team Shield)                                                           | Roman Reigns (Team Shield) |

#### Team Total Divas contre Team True Divas
| Élimination   | Catcheur               | Team                   | Éliminé par            | Manière                                | Temps                  |
| ------------- | ---------------------- | ---------------------- | ---------------------- | -------------------------------------- | ---------------------- |
| 1             | Alicia Fox             | Team True Divas        | Naomi                  | Tombé après un Split-legged Moonsault  | 01:24                  |
| 2             | Cameron                | Team Total Divas       | Rosa Mendes            | Tombé après un écrasement dans le coin | 02:28                  |
| 3             | Rosa Mendes            | Team True Divas        | Nikki Bella            | Tombé après un Bella Buster            | 02:45                  |
| 4             | Summer Rae             | Team True Divas        | Nikki Bella            | Tombé après un Dropkick                | 03:27                  |
| 5             | Eva Marie              | Team Total Divas       | Kaitlyn                | Tombé après un Gutbuster               | 04:01                  |
| 6             | Naomi                  | Team Total Divas       | Kaitlyn                | Tombé après un Gutbuster               | 04:34                  |
| 7             | Kaitlyn                | Team True Divas        | Brie Bella             | Tombé après un Missile Dropkick        | 05:12                  |
| 8             | Brie Bella             | Team Total Divas       | Aksana                 | Tombé après un Divo Drop               | 05:42                  |
| 9             | Aksana                 | Team True Divas        | Nikki Bella            | Tombé après un Rack Attack             | 06:04                  |
| 10            | JoJo                   | Team Total Divas       | AJ Lee                 | Tombé après un Superkick de Tamina     | 09:28                  |
| 11            | Tamina Snuka           | Team True Divas        | Natalya                | Abandon après un Sharpshooter          | 10:51                  |
| 12            | AJ Lee                 | Team True Divas        | Natalya                | Abandon après un Sharpshooter          | 11:29                  |
| Survivantes : | Natalya et Nikki Bella | Natalya et Nikki Bella | Natalya et Nikki Bella | Natalya et Nikki Bella                 | Natalya et Nikki Bella |